# Григор Татеваци
Григо́р Татеваци́ (арм. Գրիգոր Տաթեւացի; около 1346, крепость Тмогви — 25 или 27 декабря 1409, Татевский монастырь) — армянский философ, богослов и педагог, музыкант, художник-миниатюрист, ректор Татевского университета. Наряду со своим учителем Ованесом Воротнеци является главным представителем татевской школы армянской философии.

## Биография

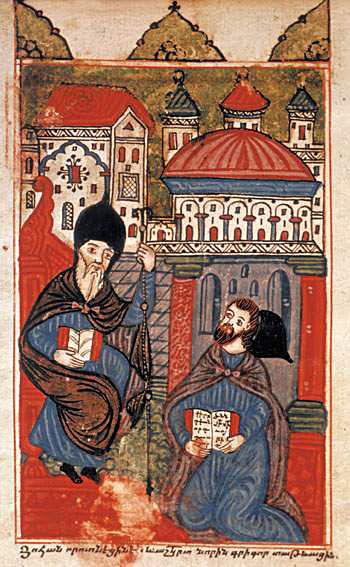
Григор Татеваци и Ованес Воротнеци. Миниатюра XV века

Родился Григор Татеваци в 1346 году в Тмогви, в исторической области Гугарк. Его отец — ремесленник Саргис, мать родилась в селе Парпи, семья бежала из провинции Арчеш из-за набегов мусульман. Вскоре после рождения сына семья перебралась в Сюник. В 14 лет Григора послали в Татев, в монастырскую школу, где его учителем стал известный философ Ованес Воротнеци, который на протяжении двадцати лет воспитывал и обучал его, а также постриг в монахи. Им же в Иерусалиме Григор был рукоположён в сан вардапета (архимандрита), а затем, в возрасте сорока лет, получил сан протоархимандрита. После смерти своего наставника и по его завещанию Татеваци заменил его в пастырской деятельности. С 1390 года он провёл в Татевском монастыре свою жизнь, вплоть до своей кончины в 1409 году. Набеги мусульман вынудили Татеваци в 1402 году переселиться в Мецопский монастырь. Армянская церковь в это время была в состоянии борьбы с армянами, принявшими главенство Рима. В этой борьбе участвовал и Татеваци — противник униатства с католической церковью, именно он добился созыва Собора, снявшего отлучение с армян-католиков.
Григор Татеваци играл важнейшую роль в деле возвращения Святого престола Армянской Апостольской Церкви в Первопрестольный Эчмиадзин. Духовенство, которое осталось в качестве единственной общенациональной структуры, не имело чёткой позиции на предмет определения нового места престола католикоса после падения армянского государства в Киликии в 1375 году. Большая часть настаивала на выборе восточного берега Средиземноморья, хотя со времён Крестовых походов там традиционно сильны были позиции Католической церкви. Татевци настоял на возвращении резиденции в Первопрестольный Эчмиадзин, невзирая на тягчайшие условия мусульманского гнёта. Сам он не дожил до исторического дня, однако его ученики в 1441 году осуществили завет наставника.
Григор Татеваци стал последним деятелем, причисленным армянской церковью к лику святых. День памяти великих богословов-священнослужителей — святого католикоса Ованеса Одзнеци и святых учителей Ованеса Воротнеци и Григора Татеваци Армянская Апостольская Церковь отмечает в субботу третьей недели Великого Поста.

## Философские взгляды
Философское и богословское наследие Григора Татеваци огромно. Его основные произведения обнаруживают заметное влияние философии Давида Анахта. Существенное место в трудах Григора Татеваци занимает вопрос об отношениях Бога и природы. Он трактует акт божественного творения природы в духе Аристотеля как превращение возможности сущего в действительность. Материальный мир находится в постоянном изменении, что является залогом его вечности. Татеваци призывал познавать мир, приобретая конкретные знания и исходя из собственного опыта, считая не полезным путь от общей теории к конкретным фактам. Сторонник самостоятельности сфер познания и веры, он объяснял, что человек должен получить воспитание, затем обучение, и после этого следует переходить к познанию. В его сочинениях нашли освещение также вопросы государства и права.

## Труды

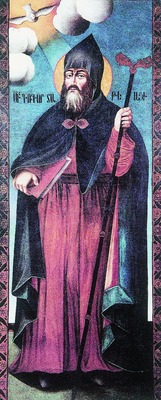
Портрет Татеваци. Овнатан Овнатанян, конец XVIII века

Оставил большое литературное наследие. Татеваци является автором многих богословских и философских произведений, среди которых наиболее важными являются:
- «Книга вопрошений»[6] (включает «Трактат против тачиков» (мусульман)[7])
- «Комментарий к „Введению“ Порфирия»
- «Зимний том»
- «Летний том»

## На русском языке
- Отрывки из сочинений Григора Татеваци в кн. Антология мировой философии в четырех томах.Том 1. Ч.1. Философия древности и средневековья. М., "Мысль", 1969 АН СССР.Институт философии.Серия "Философское наследие". С.654-659.

## Гробница Григора Татеваци

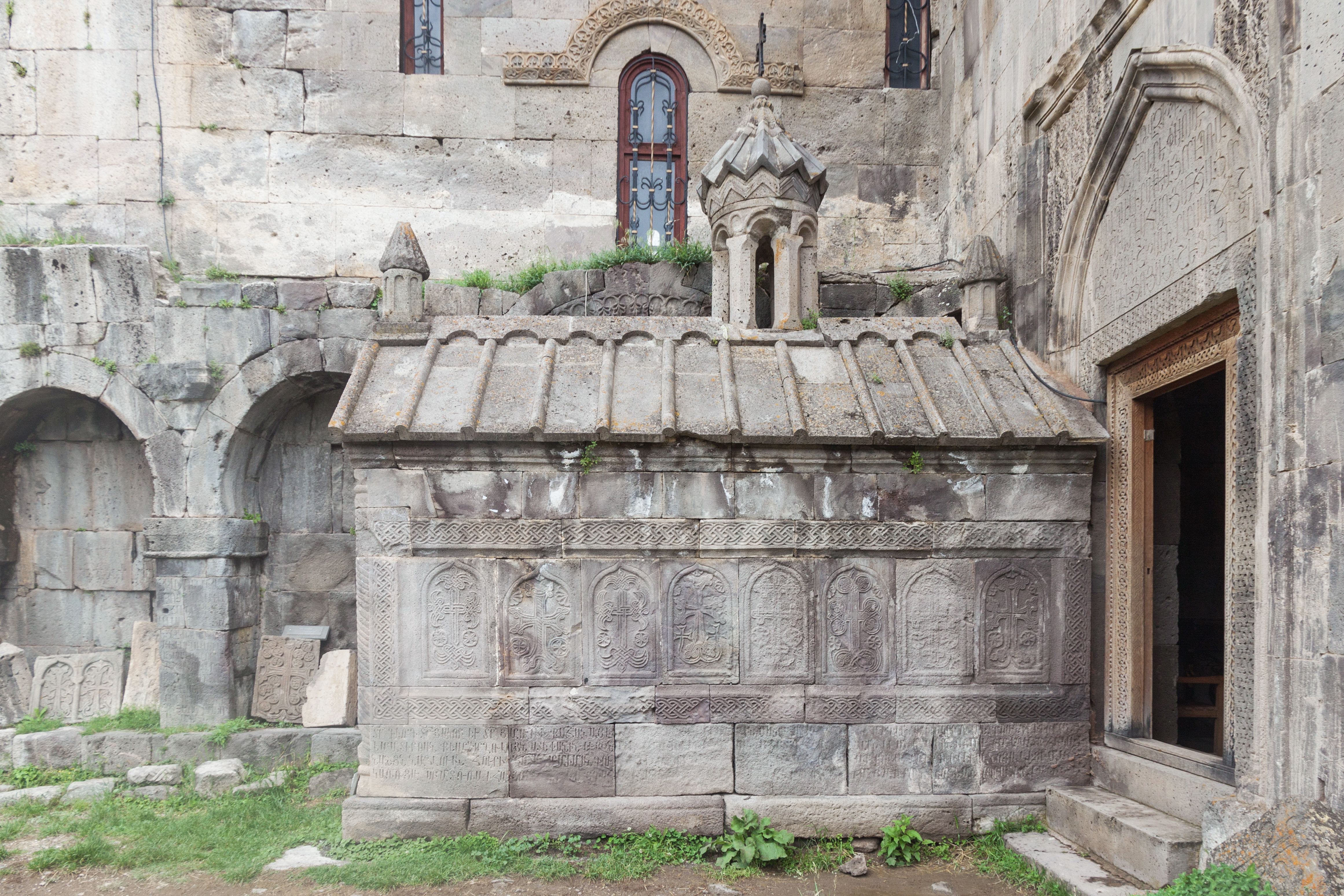
Гробница Григора Татеваци в Татевском монастыре

Святой Григор Татеваци захоронен в Татевском монастыре, у южной стены церкви Сурб Погос-Петрос: «И, подняв его святое тело, с псалмопением и благословениями положили в могилу в украшенном милостью [Божьей] и всехваленном престоле св. апостола Евстафия. [Его могила] по сей день совершает много чудес». В 1787 году над могилой одного из самых просвещённых людей средневековья, виднейшего учёного, богослова и педагога, ректора Татевского университета было возведено скромное по размерам, но богато инкрустированное орнаментами, сооружение — мартирий с арочным перекрытием и куполом. Вход в Гробницу св. Григора Татеваци находится справа от апсиды храма.